# 오를레앙 아르콜로지 하비타트
오를레앙 아르콜로지 하비타트는 미국 보스턴에 제안된 미래의 친환경 프로젝트중 일부로 건물 특징은 건물 모양이 삼각형이라는 것이다.